# Светлохвостая акула
Светлохвостая акула (лат. Euprotomicroides zantedeschia) — вид акул из семейства далатиевых (Dalatiidae), единственный в одноимённом роде (Euprotomicroides). Эти малоизученные акулы известны всего по двум экземплярам, обнаруженным в южной части Атлантического океана. У них сдавленное с боков тело с коротким, тупым и выпуклым рылом. У этого вида имеется необычная адаптация, указывающая на специфический образ жизни: веслообразные грудные плавники, которые позволяют им передвигаться толчками и мешкообразные железы на животе, испускающие поток голубого люминесцирующего света. Эти акулы размножаются яйцеживорождением и являются для своего размера превосходными хищниками. Не представляют коммерческого интереса.

## Таксономия и филогенез
Первый образец светлохвостой акулы был пойман у берегов Кейптауна траулером Arum в 1963 году и изначально идентифицирован как длинноносая карликовая колючая акула, прежде чем он был признан неизвестным до настоящего времени видом. Впервые вид описан научно в 1966 году. Голотип представляет собой неполовозрелую самку длиной 17,6 см. Род получил название из-за сходства с карликовой акулкой Euprotomicrus bispinatus. Название рода происходит от слов др.-греч. εὖ — «хорошо», др.-греч. πρώτος — «первый»,  μικρός — «маленький» и др.-греч. εῖ̓δος — «вид», «внешность», от которого происходит суффикс, образующий слова со значением «подобный». Видовое название zantedeschia связано с растением семейства аронниковые Zantedeschia aethiopica (английское тривиальное название — arum lily), в честь которого был назван траулер Arum.
Филогенетический анализ на основе озубления выявил, что светлохвостые акулы являются самым базальным членом своего семейства и близкородственны кладе, которую образуют прочие представители пряморотых акул. Несмотря на отсутствие ископаемых зубов, можно предположить, что светлохвостые акулы появились в эпоху раннего палеоцена (65,5—55,8 млн лет назад) как часть внушительной адаптивной радиации катранообразных к пелагической среде обитания. Зубы вымершей акулы Palaeomicroides ursulae, обнаруженные в отложениях кампанского яруса в Германии, очень похожи на зубы светлохвостых акул.

## Ареал
Первая из встреченных до настоящего времени светлохвостых акул была поймана при тралении у берегов ЮАР на глубине 458—641 м, а вторая — у побережья Уругвая на глубине 195—205 м. Эти данные позволяют предположить, что эти акулы обитают в открытом море. Однако неясно, были ли они пойманы у дна или в водной толще при подъеме трала.

## Описание
У светлохвостых акул сжатое с боков туловище с очень длинным, закруглённым рылом и крупными, овальными глазами. Позади глаз имеются брызгальца. Рот большой, на верхней челюсти расположено 29, а на нижней 34 зубных ряда. Верхние иглообразные зубы меньше нижних, нижние зубы треугольной формы. Их основания сцеплены между собой и образуют непрерывную режущую поверхность. Толстые губы покрыты бахромой, они не приспособлены для присасывания. Имеются 5 пар длинных жаберных щелей, которые возрастают по размеру с первой по пятую пару.
Оба спинных плавника закруглены, шипы у их основания отсутствуют. Первый спинной плавник меньше второго и расположен между грудными и брюшными плавниками. Грудные плавники увеличены и имеют веслообразную форму. Основание небольших брюшных плавников расположено на уровне второго спинного плавника. Анальный плавник отсутствует. Хвостовой плавник асимметричен, нижняя лопасть хорошо развита, верхняя лопасть длинная, у её края имеется выемка. Посередине хвостового стебля пролегает киль. Тело покрыто маленькими, не перекрывающими друг друга плакоидными чешуйками, из центра которых расходятся радиальные гребни. Окрас сверху тёмно-коричневого цвета, снизу светлее, края плавников имеют светлую окантовку. По телу разбросаны излучающие свет фотофоры. Первая пойманная особь представляла собой неполовозрелую самку длиной 17,6 см, а вторая — взрослого самца длиной 41,6 см.

## Биология
Вероятно, с помощью мускулистых веслообразных грудных плавников светлохвостые акулы отталкиваются от дна. Этот способ передвижения более характерен для химер, чем для акул. Крепкие зубы и мощные челюсти позволяют им справиться с довольно крупной добычей. На животе перед клоакой имеется мешковидная борозда, лишённая чешуи и выстланная люминесцирующей тканью, образованной плотно стоящими сосковидными бугорками. Входное отверстие представляет собой щель, окружённую складками кожи. У живых акул эта щель излучает голубой свет. Её предназначение неизвестно. Светлохвостые акулы, вероятно, размножаются яйцеживорождением.

## Взаимодействие с человеком
Светлохвостые акулы почти не попадаются в сети из-за небольшого размера и специфичной среды обитания. Данных для оценки Международным союзом охраны природы статуса сохранности вида недостаточно.